# Rahuste
Koordinaten: 58° 5′ N, 22° 7′ O

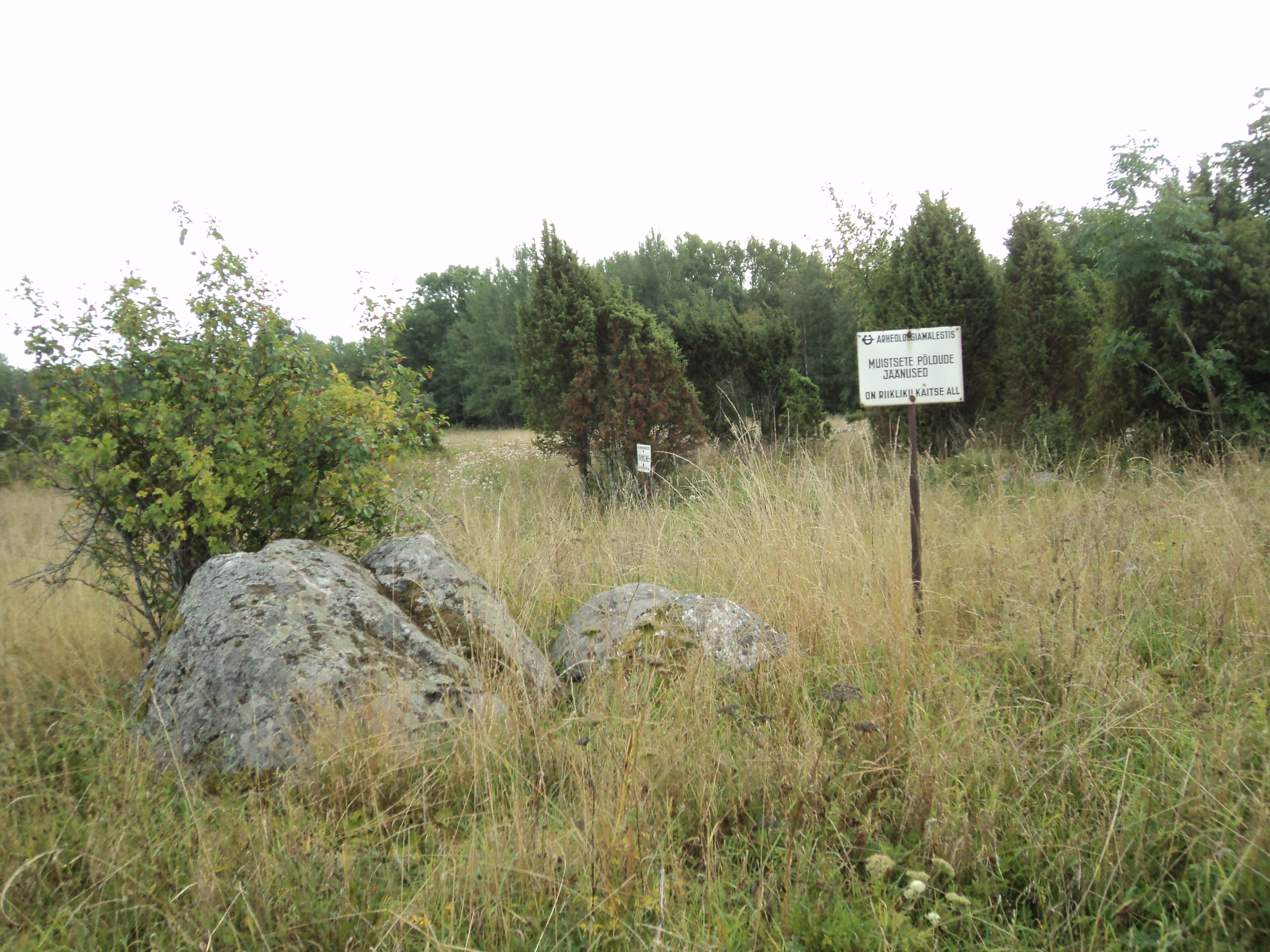
Prähistorische Fundorte bei Rahuste

Rahuste (deutsch Raggadies) ist ein Dorf (estnisch küla) auf der größten estnischen Insel Saaremaa. Es gehört zur Landgemeinde Saaremaa (bis 2017: Landgemeinde Salme) im Kreis Saare.
Das Dorf an der Westküste der Halbinsel Sõrve hat 37 Einwohner (Stand 31. Dezember 2011).

## Söhne und Töchter des Ortes
In Rahuste wurde der estnische Dramatiker Heino Anto (1882–1956) geboren.